# Dálnice ve Švýcarsku

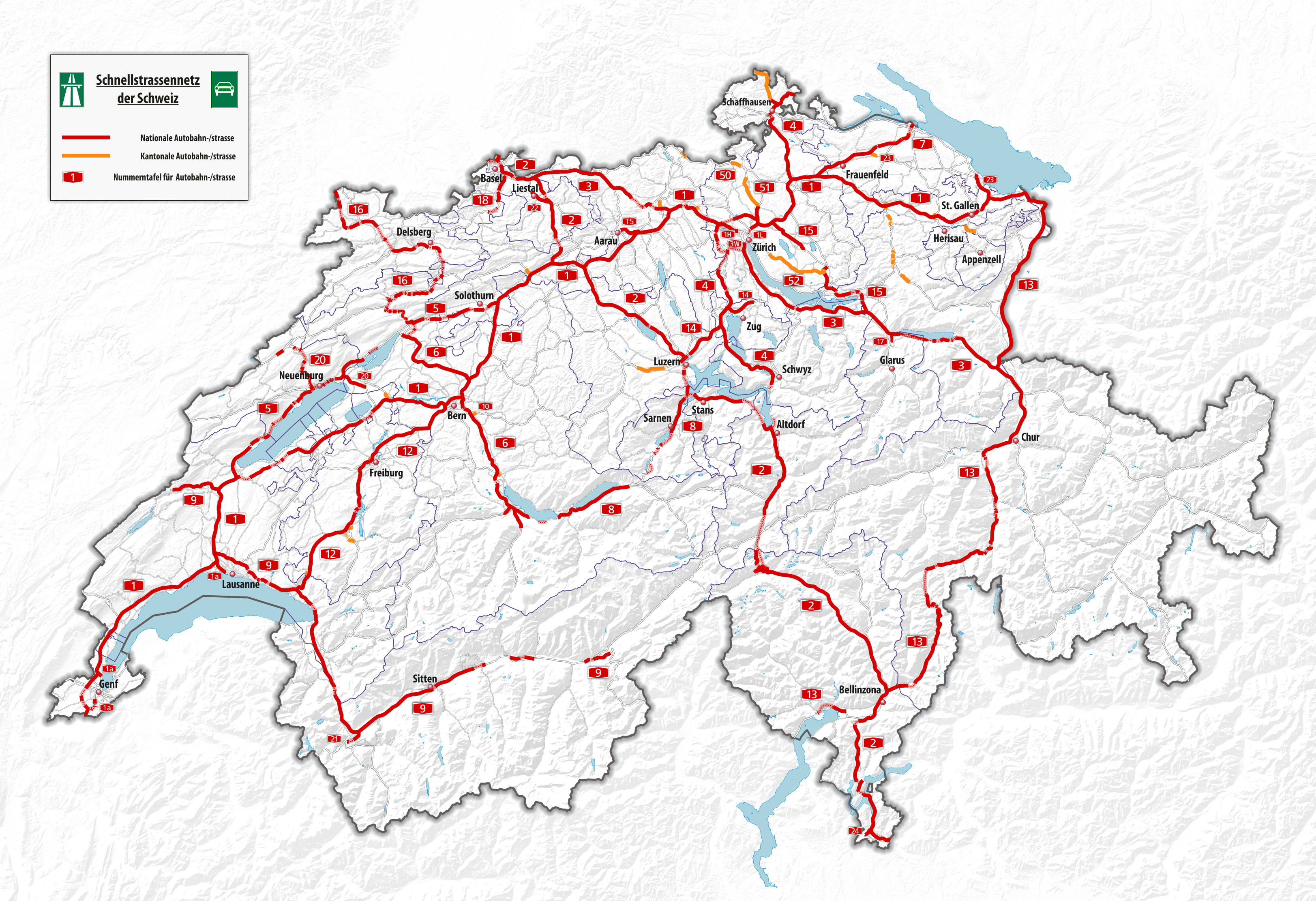
Mapa švýcarské dálniční sítě (2020)

Označení švýcarských dálnic

Dálnice ve Švýcarsku, německy Autobahnen, francouzsky Autoroutes, italsky Autostrade, rétorománsky Autostradas, jsou součástí národní dálniční sítě. Mezi dvě nejvýznamnější dálnice patří A1 a A2. První zmíněná dálnice začíná v severovýchodní části Švýcarska, v obci St. Margrethen v kantonu St. Gallen, a pokračuje do Ženevy. Druhá zmíněná dálnice začíná v Basileji, na severozápadě země, a končí na hranicích s Itálií, v Chiassu v kantonu Ticino.
Maximální povolená rychlost na švýcarských dálnicích je 120 km/h. Na dálnicích smí jezdit vozidla, která jsou schopna vyvinout minimální rychlost 80 km/h.

## Historie

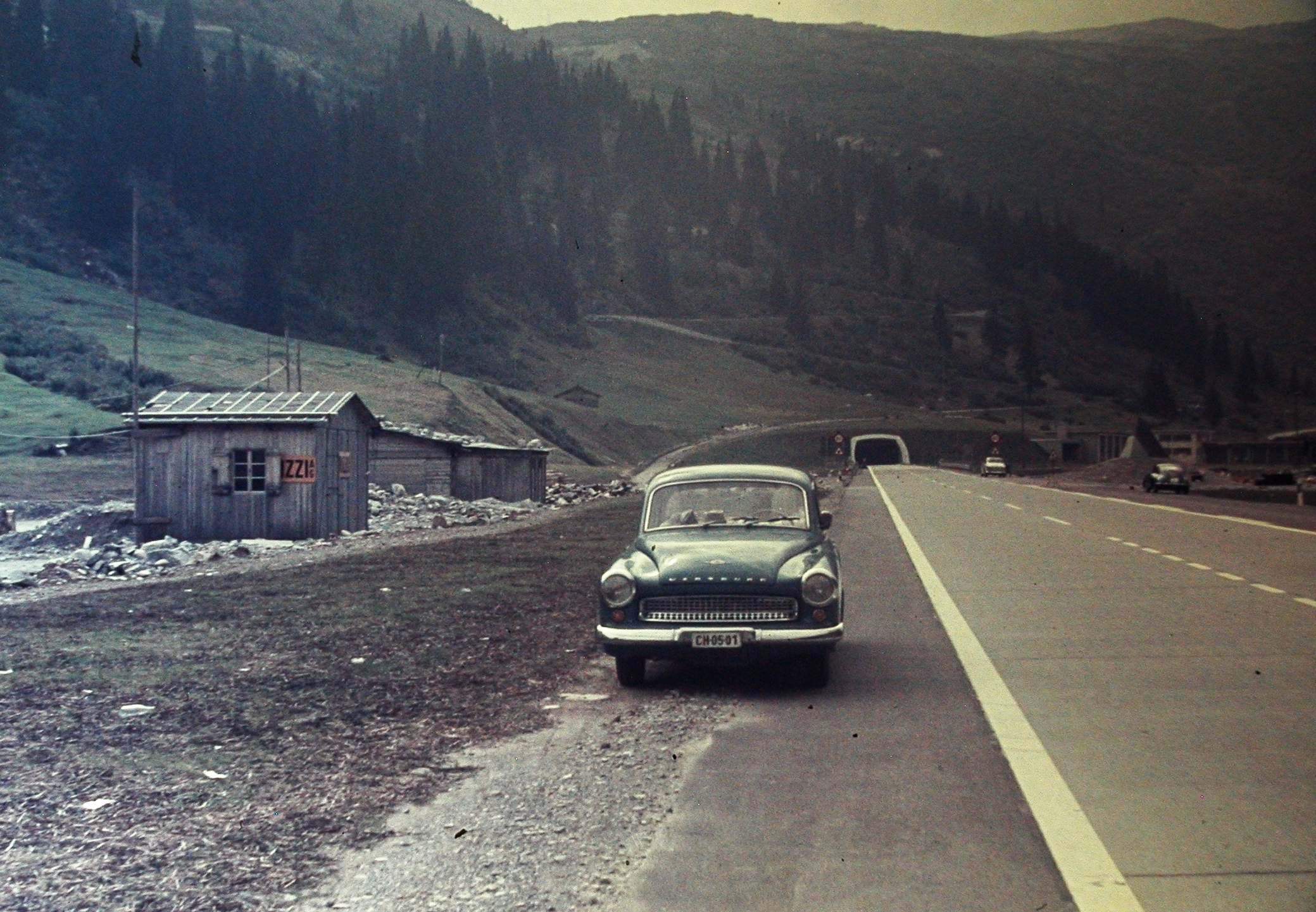
Severní portál tunelu San Bernardino (1969)

Dálnice se ve Švýcarsku začaly stavět poměrně pozdě, až s rostoucí prosperitou po druhé světové válce. V roce 1950 bylo ve Švýcarsku registrováno pouze 147 000 automobilů. Během deseti let se počet dálnic zvýšil třiapůlkrát. Hlavním cílem bylo odlehčit dopravním centrům.

### První dálnice
Silniční magistrála Luzern-Süd (Lucern-jih), která byla otevřena 11. června 1955, je považována za první švýcarskou dálnici. Tato čtyřproudová silnice, první, která byla postavena bez křižovatek, sloužila k obchvatu města Horw a měla rychleji spojit město Lucern s turistickými středisky ve středním Švýcarsku a Bernem. Vedla od dnešní křižovatky Lucern-Kriens k Ennethorw a sloužila jako čtyřproudový obchvat obce Horw, financovaný výhradně kantonem Lucern bez spolkové podpory.
Silnice byla od počátku považována za atrakci a byla průkopnickým počinem v celém Švýcarsku. V porovnání s dnešními standardy se silnice podobala spíše silnici II. třídy. Nájezdy na ni byly extrémně krátké a v té době chybělo také dopravní značení, nouzové pruhy a svodidla. Podle novin Vaterland harmonické uspořádání nejenže nekazilo krajinu, ale naopak ji obohacovalo. Majitelé automobilů využívali betonovou dráhu k tomu, aby zažili rychlosti, které na běžných silnicích nebyly možné, zejména proto, že v té době neexistovaly žádné zákonem stanovené rychlostní limity. Tento úsek je dosud v provozu jako součást dálnice A2, i když je upraven dle moderních předpisů. Díky své konstrukci je tento úsek považován za první dálnici ve Švýcarsku.

### Referendum o zkvalitnění silniční sítě
V únoru 1956 předložil švýcarský autoklub a Touring Club Schweiz lidovou iniciativu na zlepšení silniční sítě, v níž navrhovaly, aby se nejméně polovina všech příjmů z daně z minerálních olejů na pohonné hmoty použila na výstavbu dálnic - zejména na západovýchodní a severojižní spojení. Dne 6. července 1958 byl protinávrh spolkové vlády švýcarskými voliči přijat 85 % hlasů. Dne 21. června 1960 vstoupil v platnost spolkový zákon o státních silnicích, který přenesl pravomoc plánovat a stavět silnice celostátního významu na spolkovou vládu. Článek 2 tohoto zákona stanoví, že nejvyšší třída těchto silnic je určena výhradně k užívání motorovými vozidly, je přístupná pouze na zvláštních křižovatkách, měla by být směrově oddělená a neměla by křížit jiné silnice ve stejné úrovni.

### Výstavba důležitých úseků dálniční sítě

Výstavba dálnice v Härkigenu (1967)

Dne 10. května 1962 byla otevřena tzv. Grauholzautobahn jako první úsek silnice N1. Její výstavba a údržba tak přešla do kompetence spolkové vlády. Osmikilometrový úsek slouží k odlehčení silnice přes Zollikofen. První delší úsek dálnice, úsek N1 Ženeva–Lausanne, následoval v roce 1963. Dokončením úseku Oensingen–Hunzenschwil mezi Bernem a Lenzburgem vznikl 10. května 1967 85 km dlouhý úsek N1. V té době se jednalo o nejdelší souvislou dálnici ve Švýcarsku.
V dalších letech následovala řada nových úseků jak na úrovni kantonů, tak na dálniční síti. Například tunel San Bernardino byl pro dopravu otevřen 1. prosince 1967, tedy zhruba dva roky po průlomu. Tento 6,6 km dlouhý silniční tunel poskytl první celoroční spojení jižních údolí Graubündenu, Misox a Val Calanca, s hlavním městem Chur a jako součást dálnice A13 propojil východní Švýcarsko s jižní stranou Alp a Ticinem. V roce 1968 následoval úsek dálnice A3 u Freienbachu a v následujících letech další úseky dálnice A1 ve východním Švýcarsku.
Již v roce 1965 rozhodl švýcarský parlament o zařazení Gotthardského silničního tunelu do plánování dálniční sítě. Do té doby doprava probíhala přes Gotthardský průsmyk nebo přepravou automobilů na vlacích přes Gotthardský železniční tunel. Stavba tunelu byla zahájena v roce 1970 a po deseti letech výstavby byla dálnice konečně otevřena 5. září 1980.

### Obchvaty Curychu

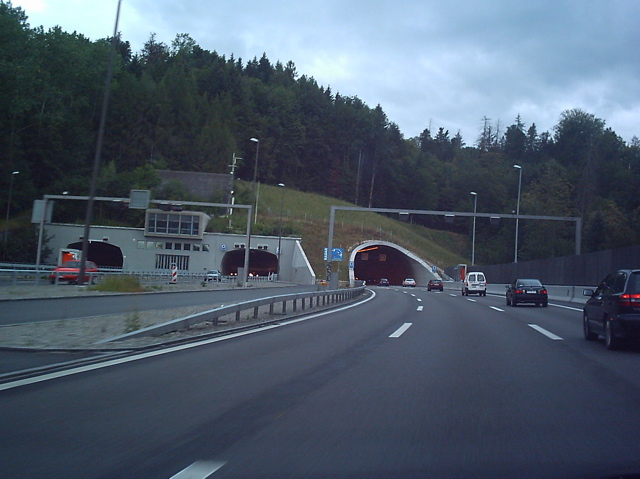
Baregg Tunnel

Brzy byla také rozpoznána potřeba obejít město Curych. Ukázalo se však, že to bude zdlouhavý problém. Takzvaná curyšská rychlostní silnice Y byla poprvé zahrnuta do národního plánování dálnic v roce 1960 s úseky Hardturm a Aubrugg – Letten – Brunau. Spolková rada projekt schválila v roce 1962 a podrobněji jej definovala v doplňujícím usnesení v roce 1969. Dálnice A3 přicházející z jihu se měla napojit na dálnici A1 v centru města poblíž curyšského hlavního nádraží. Proti projektu se brzy zvedla prudká opozice a v 70. letech se stal předmětem ostré politické debaty.
Projekt byl brzy v různých referendech zamítnut a odložen. Dosud byl dokončen pouze úsek A1 přes tunel Milchbuck do Lettenu jako dálnice A1L, úsek z Brunau přes Sihlhochstrasse do Wiedikonu jako dálnice A3W a prodloužení ulice Pfingstweidstrasse jako rychlostní silnice do Hardbrücku. Až do otevření severního obchvatu Curychu byly oba úseky dálnice A1 propojeny pouze přes Rosengartenstrasse a Hardbrücke; jižní doprava přijíždějící ze západu byla od poloviny 60. let 20. století až do otevření západního obchvatu s tunelem Uetliberg v roce 2009 vedena z Hardbrücke přes západní obchvat na Sihlhochstrasse. Od roku 1985 byla doprava ze západu na východ vedena přes severní obchvat Curychu.
Dvě tunelové trouby pod hlavním nádražím souběžně s řeknou Sihl byly vybudovány již při výstavbě železniční stanice Museumsstrasse pro projekt, který počítá s vedením dálnice A3 v podzemní úrovni. Sloužily jako přístup na staveniště při výstavbě stanice Löwenstrasse.
V červnu 2017 vyzvala curyšská kantonální vláda ve svém prohlášení pro Spolkový úřad pro dopravu (ASTRA) k vyřazení curyšské rychlostní silnice Y z dálniční sítě. Místo toho by spolková vláda měla do plánů zařadit curyšský městský tunel namísto Y. Toto propojení pod celým Curychem mezi dálnicí A3W a napojením na A1 u Dübendorf-Neugut s poloviční křižovatkou u Sihlquai je v kantonálním strukturálním plánu zahrnuto již od roku 2007. To zahrnuje tunel Adlisberg z Tiefenbrunnen a tunel Wehrenbachtobel z Burgwies jako podzemní přivaděče pro oblast Curyšského jezera.

### Koncepce finálního rozšíření dálniční a silniční sítě

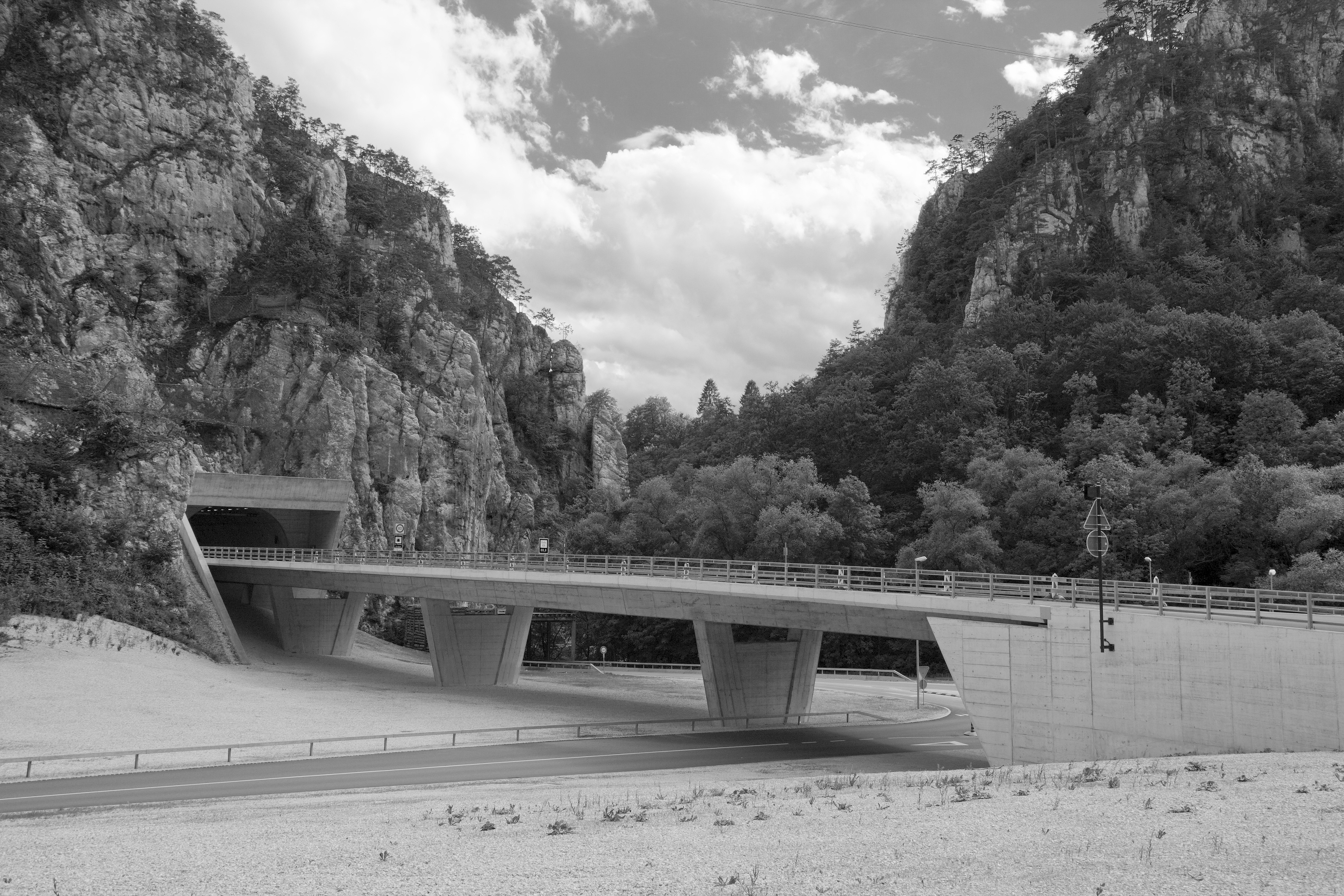
Dálnice Transjurane u Choindez

Švýcarská síť dálnic a rychlostních silnic byla v průběhu let realizována podle plánu. Úseky, které byly kvůli politickému odporu zpožděny a upraveny, byly otevřeny po přelomu tisíciletí. Například dálnice A5 mezi Solothurnem-Ost a Bielem byla zprovozněna pro národní výstavu Expo.02. Dne 5. dubna 2001 byl otevřen také poslední úsek dálnice A1 mezi Murtenem a Yverdonem. Tato dálnice je spojena s vojenským letištěm Payerne pojížděcí dráhou poblíž haly 5 a v případě potřeby ji lze využít jako další vzletovou a přistávací dráhu - tato nouzová přistávací dráha byla poprvé vyzkoušena v červnu 2024.
Dne 4. května 2009 byla uzavřena mezera na západním obchvatu Curychu, jejímž středem je tunel Uetliberg. V témže roce, 14. listopadu, byl zprovozněn poslední úsek dálnice A4 mezi Zugem a Curychem. Na jaře 2017 byl pro dopravu otevřen poslední úsek dálnice v kantonu Jura, tzv. dálnice Transjurane, A16 z Bielu do francouzského Delle. Menší úseky v rámci rozšiřování dálniční sítě, zejména v kantonu Valais, ještě zbývá zprovoznit.
Od roku 2020 přibylo do dálniční sítě 400 km kantonálních silnic, včetně četných kantonálních dálnic a rychlostních silnic, a to v návaznosti na schválení spolkového nařízení o vytvoření fondu pro dálnice a aglomerační dopravu (NAF). Od tohoto okamžiku přechází odpovědnost za rozvoj a údržbu dotčených silnic na Spolkový úřad pro silnice.

## Hustota sítě
V květnu 2012 měla švýcarská dálniční síť celkovou délku 1763,6 km z plánovaných 1893,5 km a rozkládala se na rozloze 41 290 km². Rovněž patří mezi jednu z nejhustších dálničních sítí na světě. Na švýcarských dálnicích se nachází 200 tunelů o celkové délce 220 km.
Síť švýcarských dálnic ještě není dokončena. Za prioritu byly označeny dálnice zejména v ose sever-jih a východ-západ.
Velmi často bývá na dálnicích, kromě tunelů, nouzový pruh. Některé z nově otevřených úseků, například část v úseku pohoří Jura, v severozápadní části Švýcarska, mají pouze odstavný pruh.

## Provoz na dálnicích

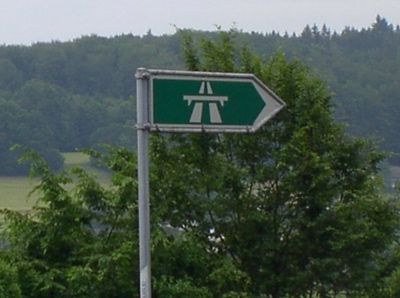
Cedule ukazující vjezd na dálnici

Dálnice a rychlostní silnice mohou být využívány motorovými vozidly jedoucími minimální rychlostí 80 km/h (do roku 2005 60 km/h). Kromě toho se na dálnicích a rychlostních silnicích, které jsou součástí státní silniční sítě, obecně platí mýtné, které se vybírá od lehkých motorových vozidel a lehkých přípojných vozidel formou dálniční známky. Motorová vozidla s celkovou hmotností 3,5 tuny a více nepotřebují pro jízdu po dálnicích a rychlostních silnicích dálniční známku, protože podléhají poplatku za jízdu těžkých vozidel podle výkonu (LSVA).

### Dálniční známka

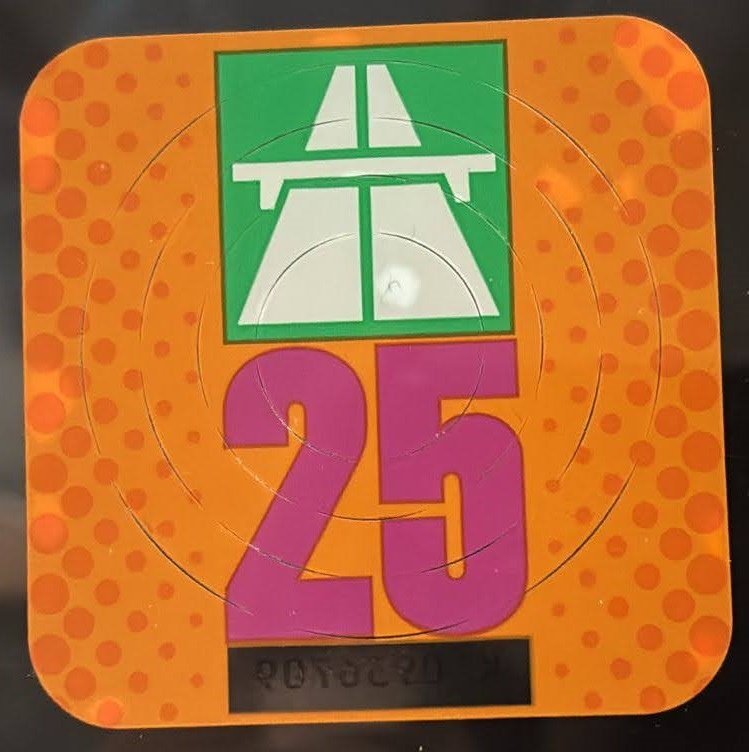
Příklad švýcarské dálniční známky

Dálniční poplatek je vybírán ve formě dálniční známky (vignette). Ve Švýcarsku jsou dálniční známky na dálnicích a rychlostních silnicích státní silniční sítě povinné od roku 1985. Lze zakoupit pouze roční dálniční známku, která má platnost 14 měsíců. Dálniční známka opravňuje držitele k jízdě po zpoplatněných silnicích od 1. prosince předchozího roku do 31. ledna následujícího kalendářního roku. Dálniční známka je vázána na vozidlo. Nelze ji převést na jiné vozidlo. Proto musí být každé vozidlo pohybující se po zpoplatněných komunikacích s výměnnými registračními značkami vybaveno platnou a řádně vylepenou dálniční známkou. Totéž platí pro přípojná vozidla, která musí být také opatřena samostatnou dálniční známkou.
Dálniční známku lze zakoupit na dálničních odpočívadlech, hlídaných hraničních přechodech apod. Cena činí 40 švýcarských franků (CHF). Za neexistující, nesprávně nalepenou nebo přenesenou fóliovou dálniční známku hrozí pokuta 200 švýcarských franků. Několik úseků dálniční sítě je od povinnosti mít dálniční známku osvobozeno jako gesto dobré vůle. Například vozidla mezi celními stanovišti Basilej-St. Louis, Rheinfelden a Kreuzlingen mohou úsek mezi celním úřadem a prvním sjezdem (nebo v opačném směru) projet bez dálniční známky.
Plán zvýšit poplatek za roční dálniční známku na 100 CHF byl v listopadu 2013 v referendu zamítnut.
Kantony se zbavily práva výběru mýtného na silnicích, mostech a tunelech. Veškeré vybrané peníze z mýtného připadají Švýcarské konfederaci. Způsob financování silničního systému je tedy z části prostřednictvím dálničních známek, z části z daní za každé registrované motorové vozidlo, ale hlavně spolkovou daní uvalenou na každý litr benzínu, motorové nafty, atd.
Mýtné pro používání určitých silnic, mostů nebo tunelů není vybíráno podle švýcarské ústavy. Provoz některých nákladných částí infrastruktury, jako například Gotthardský silniční tunel, je financován z celého systému. Existují výjimky jako tunel Munt la Schera, tunel San Bernardino a vlaky přepravující silniční vozidla.

### Rychlostní limity

Značka omezující rychlost na švýcarských dálnicích

Omezení rychlosti bylo na úsecích dálnic a rychlostních silnic zavedeno již v roce 1965. Od 17. listopadu 1973 do 17. března 1974 bylo na dálnicích zkušebně zavedeno omezení rychlosti na 100 km/h, které bylo poté zvýšeno na 130 km/h. K definitivnímu zavedení limitu 130 km/h došlo v roce 1976. Od 1. ledna 1985 je nejvyšší povolená rychlost na dálnicích 120 km/h, což platí dosud. Limit 120 km/h může být snížen na 60 km/h v souladu s čl. 108 odst. 5a spolkového zákona 741.21 (tzv. vyhlášky o značení). Odstupňování je podle SSV 10 km/h, v praxi 20 km/h. V dálničních tunelech a na úsecích bez zpevněných krajnic se často uplatňuje snížená rychlost 80 nebo 100 km/h.
Do roku 1989 platilo na dálnicích stejné omezení rychlosti jako na silnicích mimo zastavěná území se smíšeným provozem. V roce 1973 bylo na těchto silnicích zavedeno obecné omezení rychlosti na 100 km/h, které bylo možné pomocí signalizace zvýšit na 120 km/h. Když byla v roce 1984 na silnicích mimo obec snížena rychlost ze 100 km/h na 80 km/h, zůstala na mnoha dálnicích zachována značka „100 km/h“ nebo byly tyto značky dodatečně umístěny; zvýšení rychlosti na 120 km/h již nebylo povoleno. V roce 1989 byl novelizován zákon o silničním provozu, který upravoval maximální rychlost na dálnicích samostatně. Ta je dosud 100 km/h. S ohledem na zahraniční účastníky silničního provozu je nejvyšší povolená rychlost zpravidla vždy vyznačena značkami (v okolních zemích nemá dálnice na nejvyšší povolenou rychlost vliv), i když existují výjimky (např. dálnice z Airola do Gotthardského průsmyku). Na úsecích, kde se nacházejí tunelové úseky, je běžná maximální rychlost 80 km/h.

## Seznam švýcarských dálnic
Poznámka: Části psané kurzívou označují úseky ve výstavbě, nebo v projektové fázi.
| Dálnice | Města | Délka  |
| ------- | --- | ------ |
| A1      | → St. Margrethen – St. Gallen – Winterthur – Curych – Olten – Aarau – Bern – Murten – Avenches – Payerne – Estavayer-le-Lac – Yverdon-les-Bains – Lausanne – Nyon – Ženeva → | 410 km |
| A2      | → Basilej – Olten – Lucern – Altdorf – St. Gotthard – Bellinzona – Lugano – Chiasso →                                                                                        | 295 km |
| A3      | → Basilej – Augst – Brugg – Curych – Thalwil – Sargans | 180 km |
| A4      | → Schaffhausen – Curych – Knonau – Cham – Brunnen – Altdorf | 165 km |
| A5      | Luterbach – Solothurn – (Biel – La Neuveville) – Neuchâtel – (Yverdon-les-Bains)                                                                                             | 100 km |
| A6      | Lyss – Bern – Thun – Wimmis | 71 km  |
| A7      | → Kreuzlingen – Weinfelden – Frauenfeld – Winterthur | 35 km  |
| A8      | Hergiswil – Sarnen – (Sachseln – Brienzwiler) – Interlaken – Spiez | 94 km  |
| A9      | → Vallorbe – Chavornay/Villars-Sainte-Croix – Vevey – Sion – Sierre – Visp – Brig – Simplon →                                                                                | 230 km |
| A10     | Muri bei Bern – Rüfenacht | 2 km   |
| A12     | Bern – Fribourg – Bulle – Vevey | 80 km  |
| A13     | → St. Margrethen – Buchs – Sargans – Chur – Thusis – San Bernardino – Bellinzona                                                                                             | 195 km |
| A14     | Lucern – Cham | 20 km  |
| A16     | → Boncourt – Porrentruy – Delémont – Moutier – Biel | 84 km  |
| A50     | Glattfelden – Glattfelden | 3,7 km |
| A51     | Bülach – Curych-sever | 25 km  |
| A52     | Zumikon – Hinwil (Forchstrasse) | 27 km  |
| A53     | Kloten-sever – Reichenburg („Zürcher Oberlandautobahn“) | 27 km  |